# Copa Caribe de Balonmano 2017
La II Copa Caribe de Balonmano, edición 2017 se disputó entre el 24 al 29 de octubre en la ciudad colombiana de Cartagena de Indias. Fue organizado por la Federación Panamericana de Balonmano.
Se realizó en ambos géneros, y otorgó cuatro plazas para los dos eventos del torneo de balonmano de los Juegos Centroamericanos y del Caribe de 2018 que se disputó en Barranquilla.

## Torneo masculino

### Participantes
- Colombia
- Cuba
- México
- Puerto Rico
- República Dominicana
- Venezuela

### Primera fase
– Clasificado a las semifinales.
| País                 | Jug | G | E | P | GF  | GC  | DG  | Puntos |
| -------------------- | --- | - | - | - | --- | --- | --- | ------ |
| México               | 5   | 4 | 1 | 0 | 151 | 119 | +32 | 9      |
| Puerto Rico          | 5   | 3 | 0 | 2 | 129 | 116 | +13 | 6      |
| Cuba                 | 5   | 2 | 1 | 2 | 148 | 133 | +15 | 5      |
| República Dominicana | 5   | 2 | 1 | 2 | 131 | 129 | +02 | 5      |
| Venezuela            | 5   | 2 | 1 | 2 | 124 | 129 | -05 | 5      |
| Colombia             | 5   | 0 | 0 | 5 | 105 | 162 | -57 | 0      |

- Resultados:[2]

| Fecha         | Hora  | Equipo 1                         | Resultado | Equipo 2                         |
| ------------- | ----- | -------------------------------- | --------- | -------------------------------- |
| 24 de octubre |       | México                           | 33-29     | Puerto Rico                      |
| 24 de octubre |       | Cuba                             | 36-22     | Venezuela                        |
| 24 de octubre |       | Colombia                         | 22-22     | República Dominicana             |
| 25 de octubre | 16:00 | México                           | 32-31     | República Dominicana             |
| 25 de octubre | 18:00 | Colombia                         | 21-35     | Cuba                             |
| 25 de octubre | 20:00 | Venezuela                        | 29 - 30   | Puerto Rico                      |
| 26 de octubre | 16:00 | [[Selección de balonmano de \|]] | -         | [[Selección de balonmano de \|]] |
| 26 de octubre | 18:00 | [[Selección de balonmano de \|]] |           | [[Selección de balonmano de \|]] |
| 26 de octubre | 20:00 | [[Selección de balonmano de \|]] | -         | [[Selección de balonmano de \|]] |
| 27 de octubre | 16:00 | Cuba                             | 30-27     | México                           |
| 27 de octubre | 18:00 | [[Selección de balonmano de \|]] |           | [[Selección de balonmano de \|]] |
| 27 de octubre | 20:00 | [[Selección de balonmano de \|]] | -         | [[Selección de balonmano de \|]] |

### Fase final
|  | Semifinales | Semifinales | Semifinales |  |  | Final        | Final | Final |  |
|  |             |             |             |  |  |              |       |       |  |
|  |             |             |             |  |  |              |       |       |  |
|  |             |             |             |  |  |              |       |       |  |
|  |             |             |             |  |  |              |       |       |  |
|  |             |             |             |  |  |              |       |       |  |
|  |             |             |             |  |  |              |       |       |  |
|  |             |             |             |  |  |              |       |       |  |
|  |             |             |             |  |  |              |       |       |  |
|  |             |             |             |  |  |              |       |       |  |
|  |             |             |             |  |  |              |       |       |  |
|  |             |             |             |  |  | Tercer lugar |       |       |  |
|  |             |             |             |  |  |              |       |       |  |
|  |             |             |             |  |  |              |       |       |  |
|  |             |             |             |  |  |              |       |       |  |
|  |             |             |             |  |  |              |       |       |  |
|  |             |             |             |  |  |              |       |       |  |
|  |             |             |             |  |  |              |       |       |  |
|  |             |             |             |  |  |              |       |       |  |

## Torneo femenino

### Participantes
- Colombia
- Cuba
- México
- Puerto Rico
- República Dominicana
- Venezuela

### Primera fase
– Clasificado a las semifinales.
| País                 | Jug | G | E | P | GF | GC | DG  | Puntos |
| -------------------- | --- | - | - | - | -- | -- | --- | ------ |
| Cuba                 | 3   | 3 | 0 | 0 | 26 | 23 | +03 | 6      |
| Venezuela            | 3   | 2 | 0 | 1 | 21 | 18 | +03 | 4      |
| Puerto Rico          | 3   | 1 | 1 | 1 | 27 | 23 | +04 | 3      |
| República Dominicana | 3   | 1 | 1 | 1 | 18 | 21 | -03 | 3      |
| México               | 3   | 1 | 0 | 2 | 23 | 27 | -04 | 2      |
| Colombia             | 3   | 0 | 0 | 3 | 23 | 26 | -03 | 0      |

- Resultados:[3][4][5]

| Fecha         | Hora  | Equipo 1             | Resultado | Equipo 2             |
| ------------- | ----- | -------------------- | --------- | -------------------- |
| 24 de octubre |       | Puerto Rico          | 27-23     | México               |
| 24 de octubre |       | Colombia             | 23 - 36   | Cuba                 |
| 24 de octubre |       | República Dominicana | 18-21     | Venezuela            |
| 25 de octubre | 10:00 | México               | 31 - 25   | Cuba                 |
| 25 de octubre | 12:00 | Venezuela            | 21 - 29   | Puerto Rico          |
| 25 de octubre | 14:00 | Colombia             | 24 - 35   | República Dominicana |
| 26 de octubre | 10:00 | Cuba                 | 32-23     | Venezuela            |
| 26 de octubre | 12:00 | República Dominicana | 28-22     | Puerto Rico          |
| 26 de octubre | 14:00 | Colombia             | 22-32     | México               |
| 27 de octubre | 10:00 | Cuba                 | 30-27     | México               |
| 27 de octubre | 12:00 | República Dominicana | 25-25     | Puerto Rico          |
| 27 de octubre | 14:00 | Colombia             | 19-31     | Venezuela            |

### Fase final
|  | Semifinales | Semifinales | Semifinales |  |  | Final                | Final | Final        |  |
|  |             |             |             |  |  |                      |       |              |  |
|  |             |             |             |  |  |                      |       |              |  |
|  |             |             |             |  |  |                      |       |              |  |
|  |             |             |             |  |  |                      |       |              |  |
|  |             |             |             |  |  |                      |       |              |  |
|  |             |             |             |  |  |                      |       |              |  |
|  |             |             |             |  |  |                      |       |              |  |
|  |             |             |             |  |  |                      |       |              |  |
|  |             |             |             |  |  |                      |       |              |  |
|  |             |             |             |  |  |                      |       |              |  |
|  |             |             |             |  |  | Quinto y sexto Lugar |       |              |  |
|  |             |             |             |  |  |                      |       |              |  |
|  |             |             |             |  |  |                      |       |              |  |
|  |             |             |             |  |  |                      |       | Venezuela 27 |  |
|  |             |             |             |  |  |                      |       |              |  |
|  |             |             |             |  |  |                      |       | Colombia 21  |  |
|  |             |             |             |  |  |                      |       |              |  |
|  |             |             |             |  |  |                      |       |              |  |